# Pachnobia fergusoni
Pachnobia fergusoni är en fjärilsart som beskrevs av Lafontaine 1983. Pachnobia fergusoni ingår i släktet Pachnobia och familjen nattflyn. Inga underarter finns listade i Catalogue of Life.